# Kieserit
Kieserit är ett mineral som består av kristallvattenhaltigt magnesiumsulfat, MgSO4•H2O. 

## Egenskaper
Mineralet kristalliserar monoklint och bildar ett mycket finkornigt till tätt aggregat. Det är mestadels vitgrått till färgen och genomskinligt. Kristallerna övergår i fuktig luft långsamt till bittersalt, MgSO4•7H2O.

## Förekomst
Mineralet förekommer i Stassfurt i 3 – 30 cm tjocka lager omväxlande med stensaltlager. Det finns även vid Kalusz i Galizien och vid Hallstatt i Österrike.
I början av år 2005 upptäckte Mars Express, en av Europeiska rymdorganisationen (ESA) rymdsonder, bevis på förekomst av kieserit i fläckar i Valles Marineris (den största kanjonen på Mars), tillsammans med gips och polyhydrerade sulfater. Detta är direkta bevis för förekomst av vatten på planeten Mars och förstärker liknande upptäckter som gjorts av Mars Exploration Rover Opportunity år 2004.

## Användning
Keiserit kommer främst till användning som råmaterial till framställning av magnesiumsalter. Det kan även komma till användning vid framställning av gödselmedel och keramiska material.